# Mount Dowe
Mount Dowe är ett berg i Australien. Det ligger i regionen Narrabri och delstaten New South Wales, i den sydöstra delen av landet, omkring 410 kilometer norr om delstatshuvudstaden Sydney. Toppen på Mount Dowe är 1 430 meter över havet. Mount Dowe ingår i Nandewar Range.
Trakten runt Mount Dowe är nära nog obefolkad, med mindre än två invånare per kvadratkilometer.. 
I omgivningarna runt Mount Dowe växer huvudsakligen savannskog. Genomsnittlig årsnederbörd är 762 millimeter. Den regnigaste månaden är januari, med i genomsnitt 126 mm nederbörd, och den torraste är oktober, med 18 mm nederbörd.